# Senckenbergiana Biologica
Senckenbergiana Biologica (abreviado Senckenberg. Biol.) es una revista con ilustraciones y descripciones botánicas que es publicada en Fráncfort del Meno desde el año 1954. Fue precedida por Senckenbergiana.